# Орел, Альфред
Альфред Орел (нем. Alfred Orel; 3 июля 1889, Вена — 11 апреля 1967, там же) — австрийский музыковед, редактор.

## Биография
Родился в семье военного врача. Изучал право в Венском университете, в 1912 году получил степень доктора права, работал в министерстве финансов. Одновременно занимался изучением теории музыки, в 1922 году габилитировался в этой области. В 1918—1940 гг. заведовал музыкальным отделом Венской городской библиотеки. Одновременно с 1929 года преподавал в Венском университете. В марте-августе 1938 года, после аншлюса, исполнял обязанности директора Венской консерватории, в 1940 году основал и возглавил Институт венских музыкальных исследований (нем. Instituts für Wiener Musikforschung). После Второй мировой войны ввиду сотрудничества с нацистским режимом был уволен со всех постов.
Напечатал ряд работ о творчестве различных австрийских композиторов, от Бетховена до Хуго Вольфа, а также исследование «Гёте как оперный режиссёр» (нем. Goethe als Operndirektor; 1949). Опубликовал переписку Иоганнеса Брамса с художником Юлиусом Альгайером (нем. Johannes Brahms und Julius Allgeyer. Eine Künstlerfreundschaft in Briefen; 1964), письма Брукнера (1953), сборники материалов, посвящённые Брукнеру (1936), Брамсу (1937) и Шуберту (1939). Редактировал издания сочинений Брукнера (совместно с Робертом Марией Хаасом), «Волшебной флейты» Моцарта, произведений Генделя, Шуберта и др.

## Труды
- Einige Grundformen der Motettkomposition im XV. Jahrhunder. — 1920.
- Ein Wiener Beethoven Buch. — Wien: Gerlach & Wiedling, 1921.
- Franz Schubert. Ein Künstler seiner Heimat. — 1926.
- Hugo Wolf. — Wien: Hollinek, 1947.
- Musikstadt Wien. — Wien: E. Wancura, 1953.
- Die Hauptstimme in Den Salve Regina Der Trienter Kodizes.